# Райчев, Георги Михалев
Георгий Михалев Райчев (или Михайлов Райчев) (болг. Георги Михалев Райчев; 7 декабря 1882, Землен, Старозагорская область — 18 февраля 1947, София) — болгарский писатель.

## Биография
Родился в 1882 году, не окончив среднюю пошёл работать писарем в Стара-Загоре (1906—1907 годы), позже в III мужской гимназии в Софии (1908—1910 годы) и VI мужской средней школа в Софии (1910—1919 годы). Затем работал библиотекарем Министерства финансов и Национального собрания, корректором, журналистом, инспектором общественных центров Министерства народного образования.
Его первые произведения датируются примерно 1907 годом и стилистически относятся к символизму. В 1923—1924 годах был откомандирован в Мюнхен одновременно с двумя другими главными представителями литературного движения диаболизм в болгарской литературе — Святославом Миньковым и Владимиром Поляновым. Все трое были впечатлены мистикой и выразительной силой таких авторов как Густав Майринк и Эдгар Аллан По.
В ранних произведениях Райчева заметно влияние натурализма (Царица Неранза, 1910). После Первой мировой войны, он поднял тему реалистичного воспроизведению душевного состояния маленького человека, подавленного социальной несправедливостью (Маленький мир, 1919; Грех, 1921; Лина, 1922).
Его герои — запоминающиеся, убедительные и оригинально задуманные образы, одержимые мукой, страстью, лихорадочно борющиеся со своими инстинктами.
В своих произведениях Райчев отстаивал позиции реализма, продвигая идеи народности и гуманизма.